# Amblar
Amblar, régi német neve Ambler, település Olaszországban, Trento megyében. Lakosainak száma 247 fő (2015. december 31.). Amblar Caldaro sulla Strada del Vino, Cavareno, Romeno, Sfruz, Don és Termeno sulla Strada del Vino községekkel határos.
2016. december 31. után összevonták Don községgel, azóta Amblar és Don az összevont Amblar–Don község két frakciója (frazione-ja).

## Népesség
A település népességének változása:

| 2015 | 247 |